# کتی آکر
کَتی آکر (به انگلیسی: Kathy Acker)؛ (زادهٔ ۱۸ آوریل ۱۹۴۴ – درگذشتهٔ ۳۰ نوامبر ۱۹۹۷) رمان‌نویس تجربه‌گرا، شاعر سبک پانک، نمایش نامه‌نویس، مقاله‌نویس، فمینیست حامی جنبش سکسِ مثبت و نویسندهٔ پست مدرن آمریکایی است. او تأثیر گرفته از شعرای Black Mountain College، ویلیام اس. باروز، هنرمند و تئوریسین دیوید انتین، تئوری انتقادی فرانسوی، هنرمندان فمینیست کارولی شنِمن و النور انتین و به‌طور کلی فلسفه، اسطوره‌شناسی و پورنوگرافی بود.

## زندگی‌نامه
او فرزند دونالد و کلر لِمَن، با نام اصلی کَرن الکساندر و متولد نیویورک سیتی بود. در مورد سال تولد او شبهاتی وجود دارد. اینکه او متولد ۱۹۴۷، یا با استناد به کتابخانهٔ کنگره ۱۹۴۸ است؛ ولی در بیشتر اعلامیه‌های فوتش آمده که او در سال ۱۹۴۴ به دنیا آمده. او فرزندی ناخواسته بود. پدرش دونالد لِمَن قبل از به دنیا آمدنش خانواده را ترک کرد. به همین دلیل در گواهی تولد، اسم ناپدری‌اش، آلبرت الکساندر به عنوان پدر نوشته شد. رابطه آکر با مادر سلطه گرش حتی در بزرگسالی توأم با خصومت و تنش بود. چرا که همیشه از او حس ناخواسته بودن را می‌گرفت و هرگز مهر و محبتی نمی‌دید. بعد از ترک پدر، مادرش خیلی زود با آلبرت الکساندر ازدواج کرد. هرچند آکر بعدها ازدواج او را پیوندی بدون عشق و شهوت با مردی منفعل و بی خاصیت توصیف می‌کند. آکر با مادر و ناپدری اش در محله ای اعیانی در شمالِ شرق نیویورک بزرگ شد. در ۱۹۸۷ مادرش اقدام به خودکشی کرد.
او در سال ۱۹۶۶ با رابرت آکر ازدواج کرد و نام فامیلی‌اش را از الکساندر به آکر تغییر داد. هرچند اسم واقعی‌اش کرن بود خانواده و دوستانش او را کتی صدا می‌زدند.
اولین کار منتشر شده از او در یک مجلهٔ زیرزمینی نیویورکی در اواسط دهه ۷۰ بود. او چند ماهی در یک استریپ کلاب کار کرد و آنجا داستان زنانی را شنید که با آنچه تا آن زمان شناخته بود بسیار متفاوت بودند و همین به شدت در آثار اولیه‌اش تأثیر گذاشت و نگاه و فهمش را از جنسیت و رابطه و نقش قدرت در آن تغییر داد. در طول دهه ۷۰ او دائماً بین سن دیگو، سن فرانسیسکو و نیویورک دررفت‌وآمد بود. بعد از ۷ سال رابطه با آهنگساز پیتر گوردن ازدواج کرد و خیلی زود هم از او جدا شد. بعد از او با ناشر و منتقد سیلوره لوترینگر و سپس فیلمساز و تئوریسین فیلم پیتر وولن در رابطه بود.
او دو بار ازدواج کرد و در حالی که بیشتر با مردان رابطه داشت، گرایشش به‌طور علنی به هر دو جنس بود. در سال ۱۹۷۹ او برندهٔ جایزهٔ پوشکارت برای داستان کوتاه «نیویورک سینی در ۱۹۷۹» شد. در اوایل دهه ۸۰ در لندن زندگی کرد، جایی که بسیاری از آثار انتقادی تحسین شده‌اش را نوشت. بعد از بازگشت به آمریکا در اواخر دهه ۸۰، نزدیک به شش سال به عنوان استادالحاقی در دانشگاه هنر سن فرانسیسکو و به عنوان استاد مهمان در دانشگاه‌های دیگری مثل آیداهو، کالیفرنیا، سن دیگو، سانتا باربارا مشغول به کار بود.

## بیماری و مرگ
در آوریل ۱۹۶۶ در او سرطان پستان تشخیص داده شد و او تصمیم به ماستکتومی یا برداشتن هر دو پستان گرفت. در ژانویهٔ ۱۹۹۷، در مقاله‌ای، از بدبینی‌اش به سیستم درمانی نوشت که در گاردین با عنوان «موهبت بیماری» منتشر شد. در این مقاله توضیح می‌دهد که چطور بعد از عمل ناموفقش که ضربهٔ روحی و جسمیِ شدیدی به او زد، انفعال رایج بیمار در سیستم درمانیِ مرسوم را کنار می‌گذارد و به دنبال روش‌هایی در طب سوزنی، گیاه‌درمانی چینی و تغذیه می‌رود. از این ایده، که به‌جای منفعل بودن و نقش یک شیء بی‌جان در دست سیستم پزشکی غربی را بازی کردن، به چشم‌اندازی از آگاهی تبدیل شدن و به دنبال آگاهی رفتن، استقبال می‌کند؛ ایده‌ای که در آن، بیماری تبدیل به معلم، و بیمار شاگرد آن می‌شود. با این حال، بعد از پی‌گیری و اتخاذ روش‌های متعدد درمانی در آمریکا و انگلیس، یک سال و نیم بعد از نگارش مقاله، در مکزیک و در یک کلینیک درمانیِ سرطان از دنیا می‌رود.

## تحصیلات
او در دانشگاه Brandeis در مقطع لیسانس ادبیات کلاسیک، زمانی که آنجلا دیویسهم در آنجا حضور داشت ثبت نام کرد. علاقه‌مند به نوشتن رمان شد و به کالیفرنیا رفت تا در دانشگاه کالیفرنیا، سن دیگو جایی که دیوید انتین، النور انتین و جروم روتنبرگ استادانش بودند درس بخواند. او مدرک لیسانسش را در سال ۱۹۶۸ دریافت کرد. بعد از نقل مکان به نیویورک در دانشگاه نیویورک برای فوق لیسانس در همان رشته ادبیات کلاسیک و شاخهٔ ادبیات یونان ثبت نام کرد ولی هیچوقت مدرکش را نگرفت. در زمان سکونت در نیویورک به عنوان منشی، دفتر دار، استریپر و بازیگر پورن مشغول به کار بود.

## مهمترین اثر
Blood and Guts in High School یا خون و احشاء در دبیرستان، رمانی از آکر که در اواخر دهه ۷۰ نوشته و در سال ۱۹۷۸ اجازهٔ چاپ گرفت و مسیری پر پیچ و خم را تا انتشار در سال ۱۹۸۴ طی کرد. رمان محبوب‌ترین و پرفروش‌ترین اثر آکر باقی ماند. همچنین از آن به عنوان متنی فراداستانی نیز یاد می‌شود. رمان در سیاست، تاریخ، نظریه‌ها و «نوشتن» به‌طور خاص غور می‌کند. روایت دختر ده سالهٔ آمریکایی به نام جیمی اسمیت است که در مکزیک زندگی می‌کند. او با پدرش رابطهٔ جنسی دارد و در متن کتاب آمده که «او برایش دوست‌پسر، برادر، خواهر، پول، لذت و پدر است.» آن دو با هم زندگی می‌کنند تا وقتی که زن دیگری وارد زندگی پدرش می‌شود. جینی از او متنفر است چون بودن او با پدرش را محدود می‌کند در حالی که جینی او را تماماً برای خود می‌خواهد. پدرش با رفتن او از شهر موافقت می‌کند و جینی بدون او به نیویورک می‌رود. برای نوشتن رمان، آکر از تکنیک کلاژ استفاده کرده و یک روایت غیر خطی چالش‌برانگیز ساخته. او تصدیق کرده که از آثار ادبی دیگران نیز در کارهایش استفاده می‌کرده‌است.